# Abronia fuscolabialis
Abronia fuscolabialis är en ödleart som beskrevs av  Joseph A. Tihen 1944. Abronia fuscolabialis ingår i släktet Abronia och familjen kopparödlor. IUCN kategoriserar arten globalt som starkt hotad. Inga underarter finns listade i Catalogue of Life.

## Bildgalleri

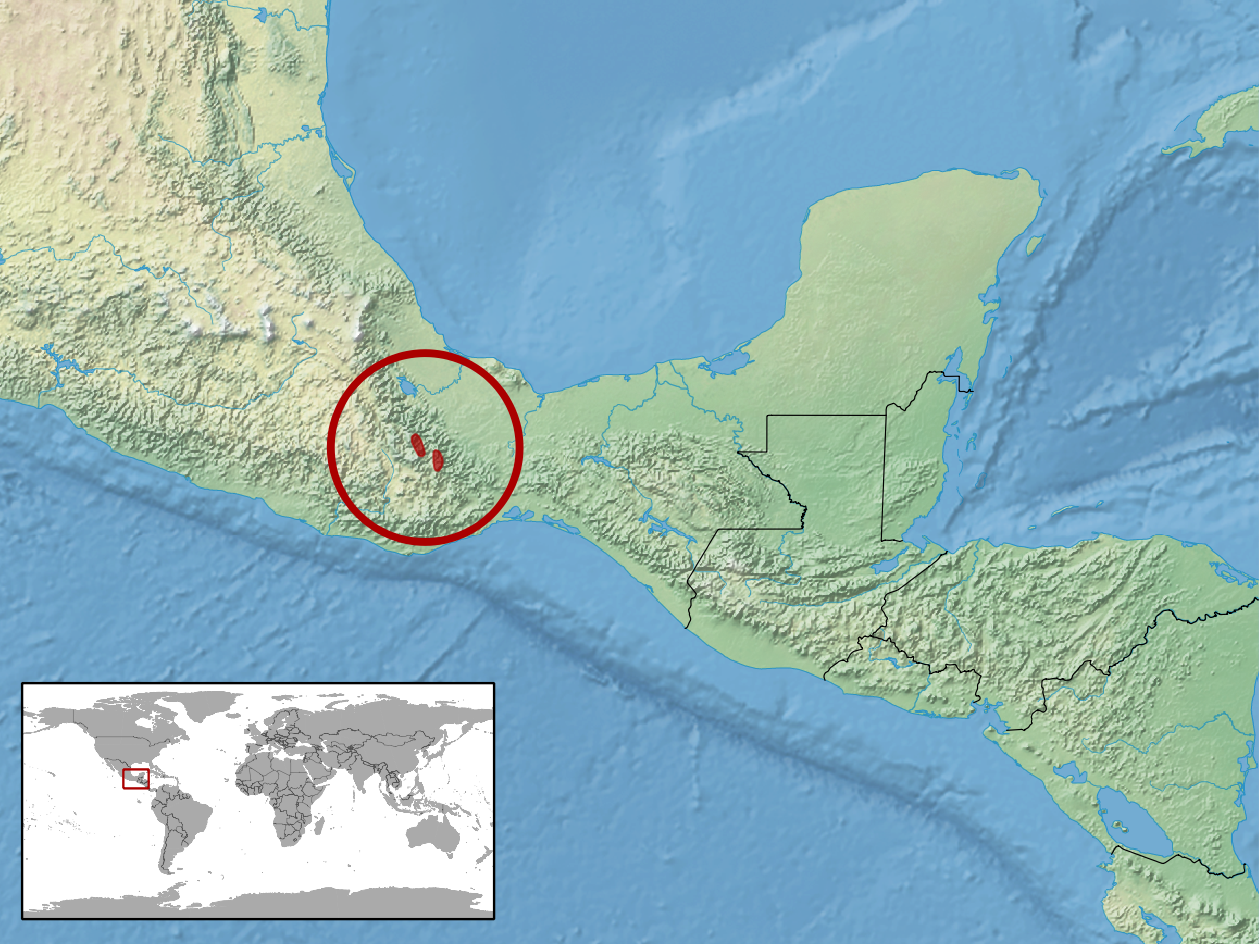